# Judenbach
Judenbach est une ancienne commune allemande du land de Thuringe, dans l’arrondissement de Sonneberg, au centre de l’Allemagne.

## Personnalités liées à la ville
- Erich Apel (1917-1965), homme politique né à Judenbach.